# Electric Circus
Electric Circus – piąty album amerykańskiego rapera o pseudonimie Common wydany w grudniu 2002 roku. Album powstał w Electric Lady Studios. Utwór "Jimi Was A Rock Star" został nagrany w hołdzie Jimiemu Hendriksowi.

## Lista utworów
1. "Ferris Wheel" – 2:48
  - Gościnnie występuje Vinia Mojica i Marie Daulne (z Zap Mama)
  - Producent – Questlove i James Poyser
2. "Soul Power" – 4:38)
  - Producent – J Dilla
3. "Aquarius" – 4:54
  - Gościnnie występuje Bilal
  - Producent – Questlove, James Poyser, J Dilla i Pino Palladino
4. "Electric Wire Hustler Flower" – 5:54
  - Gościnnie występuje Sonny (z P.O.D.)
  - Producent – Questlove i J Dilla
5. "The Hustle" – 4:20
  - Gościnnie występuje Omar i Dart Chillz
  - Producent – Karriem Riggins
6. "Come Close" – 4:35
  - Gościnnie występuje Mary J. Blige
  - Producent – The Neptunes
7. "New Wave" – 5:08
  - Gościnnie występuje Laetitia Sadier (z Stereolab)
  - Producent – Questlove, James Poyser i J Dilla
8. "Star *69 (PS With Love)" – 5:30
  - Producent – Questlove, James Poyser i J Dilla
9. "I Got A Right Ta" – 4:54
  - Gościnnie występuje Pharrell Williams
  - Producent – The Neptunes
10. "Between Me, You and Liberation" – 6:23
  - Gościnnie występuje Cee-Lo
  - Producent – Questlove, James Poyser, J Dilla i Pino Palladino
11. "I Am Music" – 5:21
  - Gościnnie występuje Jill Scott
  - Producent – Questlove, James Poyser, J Dilla, Jeff Lee Johnson i Pino Palladino
12. "Jimi Was A Rock Star" – 8:32
  - Gościnnie występuje Erykah Badu
  - Producent – Questlove, James Poyser, Jeff Lee Johnson i Pino Palladino
13. "Heaven Somewhere" – 10:24